# Matt Fraser
Matthew John "Matt" Fraser, född 20 maj 1990, är en kanadensisk professionell ishockeyspelare som spelar för Rögle BK i SHL. Han har tidigare spelat på NHL-nivå för Dallas Stars, Boston Bruins, Edmonton Oilers och på lägre nivåer för Peoria Rivermen, Texas Stars, Providence Bruins och Manitoba Moose i American Hockey League (AHL) och Red Deer Rebels och Kootenay Ice i Western Hockey League (WHL).
Fraser blev aldrig draftad av någon NHL-organisation.
Den 4 juli 2013 offentliggjordes det att Boston Bruins och Dallas Stars hade bytt spelare med varandra. Bruins skickade iväg Tyler Seguin, Rich Peverley och Ryan Button till Stars, i utbyte mot Fraser, Loui Eriksson, Reilly Smith och Joe Morrow.
Den 9 september 2016 tecknade Fraser ett ettårskontrakt med Rögle BK i SHL.. Fraser har dock ej ännu inte spelat någon match för Rögle p.g.a en inflammation i kroppen.

## Statistik
| 2004–2005  | Red Deer Rebels      | AMBHL      | 35  | 17 | 43 | 60  | 33  | —  | —  | —  | —  | —  |
| 2005–2006  | Red Deer IROC Chiefs | AMMHL      | 33  | 31 | 23 | 54  | 62  | —  | —  | —  | —  | —  |
|            | Red Deer Rebels      | AMHL       | 1   | 0  | 1  | 1   | 0   | —  | —  | —  | —  | —  |
| 2006–2007  | Red Deer Rebels      | AMHL       | 23  | 8  | 17 | 25  | 47  | 10 | 1  | 6  | 7  | 4  |
|            | Red Deer Rebels      | WHL        | 3   | 0  | 0  | 0   | 2   | 1  | 0  | 0  | 0  | 0  |
| 2007–2008  | Red Deer Rebels      | WHL        | 5   | 0  | 0  | 0   | 2   | —  | —  | —  | —  | —  |
|            | Kootenay Ice         | WHL        | 63  | 9  | 11 | 20  | 48  | 8  | 1  | 1  | 2  | 0  |
| 2008–2009  | Kootenay Ice         | WHL        | 63  | 10 | 14 | 24  | 123 | 4  | 0  | 2  | 2  | 12 |
| 2009–2010  | Kootenay Ice         | WHL        | 65  | 32 | 23 | 55  | 117 | 6  | 1  | 1  | 2  | 12 |
|            | Peoria Rivermen      | AHL        | 2   | 0  | 0  | 0   | 0   | —  | —  | —  | —  | —  |
| 2010–2011  | Kootenay Ice         | WHL        | 66  | 36 | 38 | 74  | 115 | 19 | 17 | 10 | 27 | 18 |
| 2011–2012  | Dallas Stars         | NHL        | 1   | 0  | 0  | 0   | 0   | —  | —  | —  | —  | —  |
|            | Texas Stars          | AHL        | 73  | 37 | 18 | 55  | 45  | —  | —  | —  | —  | —  |
| 2012–2013  | Dallas Stars         | NHL        | 12  | 1  | 1  | 2   | 0   | —  | —  | —  | —  | —  |
|            | Texas Stars          | AHL        | 62  | 33 | 13 | 46  | 26  | 9  | 2  | 0  | 2  | 2  |
| 2013–2014  | Boston Bruins        | NHL        | 14  | 2  | 0  | 2   | 19  | 4  | 1  | 1  | 2  | 0  |
|            | Providence Bruins    | AHL        | 44  | 20 | 10 | 30  | 34  | 5  | 3  | 2  | 5  | 0  |
| 2014–2015  | Boston Bruins        | NHL        | 24  | 3  | 0  | 3   | 7   | —  | —  | —  | —  | —  |
|            | Edmonton Oilers      | NHL        | 36  | 5  | 4  | 9   | 10  | —  | —  | —  | —  | —  |
| 2015–2016  | Manitoba Moose       | AHL        | 44  | 5  | 9  | 14  | 4   | —  | —  | —  | —  | —  |
| NHL totalt | NHL totalt           | NHL totalt | 87  | 11 | 5  | 16  | 27  | 4  | 1  | 1  | 2  | 0  |
| AHL totalt | AHL totalt           | AHL totalt | 225 | 95 | 50 | 145 | 109 | 14 | 5  | 2  | 7  | 2  |
| WHL totalt | WHL totalt           | WHL totalt | 265 | 87 | 86 | 173 | 407 | 38 | 19 | 14 | 33 | 42 |